# Pueblo persa
Los persas o farsíes son un grupo étnico que habita principalmente en la meseta iraní, específicamente en Irán. Pertenecen a los pueblos iranios y se caracterizan por hablar el idioma persa.
Importantes comunidades de persas residen en América del Norte y Brasil.
La identidad persa, al menos en términos de idioma, se remonta a los antiguos indoeuropeos arios que llegaron entre 2020-1500 a. C. A partir de alrededor de 650 a. C., en la provincia de Farsa, los antiguos persas difundieron su lengua y su cultura a otras partes de la meseta iraní a través de la conquista y de la asimilación. Numerosos dialectos e identidades regionales surgieron con el tiempo. Con la pérdida de Afganistán y territorios en el Cáucaso, la identidad persa se centró en las actuales fronteras de Irán. Mirando a la relación con el estado moderno imperialista pasado, el gobierno de Reza Shah cambió el nombre del país de Persia a Irán en 1935, anunciando la aparición de un nacionalismo iraní, y más tarde, después de la Revolución iraní, el énfasis pasó a los valores islámicos chiitas.
Los persas, incluso bajo gobiernos teocráticos, han mostrado una fuerte predilección hacia la urbanización y la modernidad. Comunidades de exiliados en los Estados Unidos y Europa han seguido manteniendo estrechos lazos con sus familias en Irán y son una fuente de influencia occidental. Además, con la desintegración de la Unión Soviética, los persas también han comenzado a fomentar los lazos culturales en el Cáucaso y en particular con los talyshi, así como con los persas de Asia central en Tayikistán y Afganistán. Desde finales del decenio de 1970 a la actualidad, Irán alberga una gran comunidad de refugiados afganos en gran medida de un fondo de habla persa. En 1997, Mohammed Khatami fue elegido presidente de Irán, proclamando el comienzo de una política de cultura tolerante y el establecimiento de vínculos más estrechos con los países occidentales. A finales de los 90, los estados europeos comenzaron a restablecer los lazos económicos interrumpidos por la revolución con Irán. Sin embargo, Estados Unidos se mantuvo sin cambios en su posición.